# Xerochloa laniflora
Xerochloa laniflora är en gräsart som beskrevs av George Bentham. Xerochloa laniflora ingår i släktet Xerochloa och familjen gräs. Inga underarter finns listade i Catalogue of Life.